# 우에시바 리이치
우에시바 리이치(일본어: 植芝理一, Ueshiba Reach 또는 Riichi Ueshiba, 1969년 9월 4일~ )는 일본의 만화가이다.

## 특징
어릴 때부터 낙서를 하는 것이 취미로, 와세다대학 문학부에 진학하고 나서는 만화연구회에서 실제로 만화를 그리기 시작했다. 재학 중이던 1992년에 대표작 《가면속의 수수께끼》를 연재하기 시작했다. 이 때문에 졸업 논문에는 신경 쓰지 못하여 유급을 반복하다 결국 제적되었지만, 본인도 졸업할 생각은 없었던 것으로 보인다.
음악그룹 Yellow Magic Orchestra의 팬으로, 그 영향이 작품에서 나타난다. 꿈의 사도와 수수께끼 그녀 X는 애니메이션으로도 만들어졌다.

## 작풍
이야기의 진행이나 그림의 작풍이 매우 개성적이고 독창적이라고 평가받는다. 민속학에서부터 애니메이션까지 다방면에 걸친 풍부한 현학적 지식을 작품 곳곳에 새기고 있는 것도 특징이다.
《가면 속의 수수께끼 정령편》이나 《꿈의 사도》 이후의 작품에서는 꼬마마법사 레미나 자이언트 로보 등의 애니메이션과 특수촬영의 영향이 캐릭터나 스토리 등에서 크게 나타나고 있다. 그림체도 초기와 비교해 크게 다르다.
작품은 주로 사랑이나 존재 등의 종교적이고 철학적인 주제를 담고 있는 경향이 많으며, 이 두가지는 서로 복잡하게 얽혀있거나 하나이기도 하다.
‘사랑’을 담고 있을 때는 매우 독특한 형태의 사랑을 그린다. 동성애나 남장·여장, 양성구유, 근친상간, 식인, 로리콘, 쇼타콘 등의 엽기적이고 다양한 주제는 에도가와 란포와 유사하게 보이기도 한다. 작품 속에서 만화를 그린 자신이나 담당 편집자가 등장할 때도 많으며, 페티시즘적 전개를 통해 자신을 변태처럼 그리는 경우도 있다. 또한 소녀를 등장시킬 때가 많아, 로리콘이 아닐까 의심될 정도이지만 본인은 부정하고 있다.
‘존재’를 주로 삼을 때는 사랑과 엮인 것이 많다. 이것은 인간이 근본적으로 다른 사람들과의 관계 속에서 존재한다는 일반적인 법칙에서 출발하는 것이지만, 그의 작품에서는 단순히 다른 사람과의 사랑을 확인하는 것으로 존재를 확인해 끝나는 경우가 아니다. ‘왜 자신은 존재하는가’라거나 ‘어째서 어떤 사람을 좋아하게 되는 것인가’등을 끝까지 계속 추구해 가는 것이다.
또한 인도나 동남아시아, 중국, 일본 등의 여러 가지 신화나 민속학·심리학 등의 요소를 솜씨있게 배치해, 진리에 가까워지면서도 전부를 설명하지 않는 수법을 취하고 있다. 이는 동시에 화면의 효과로 화려하게 작용하고, 즐겁게 작품 속에 빠질 수 있도록 하고 있다. 구체적으로는 신사나 여우가면 등 신토와 관련된 개념을 사용한 부분도 많다.

## 화풍
상술한 것처럼 그의 만화에는 여러 가지 신화적인 상징이나 정신분석학의 개념을 구상화한 것이 등장한다. 너무나도 낯선 그것들은 좁은 화면속에서 빽빽하게 들어서 있다. 그리고 하나하나가 세심하고 자세하게 그려져 있다. (다만 어시스턴트는 고용하지 않는다.)
이것은 만화 안의 칸 속에서만 아니라, 표지 등에서도 같은 페이지를 계속 바라보게 만들 정도의 정보량을 담고 있다. 캐릭터는 어떤 종류의 기호적인 만화 표현과 같이 쓸데없는 것은 없는 가벼운 조형을 하고 있다.

## 주요작
한국에서는 《가면속의 수수께끼》와 《꿈의 사도》가 출간되었다.
- 가면속의 수수께끼 : 1992년 ~ 2000년, 전13권
  - 가면속의 수수께끼 학원편 : 전1권
  - 가면속의 수수께끼 정령편 : 전3권
- 꿈의 사도 : 전6권
- 수수께끼 그녀 X (2004년 10월에 게재, 2006년 5월부터 연재 중)